# Тубінський (Баймацький район)
Ту́бінський (рос. Тубинский, башк. Түбә) — село (колишній смт) у складі Баймацького району Башкортостану, Росія. Адміністративний центр та єдиний населений пункт Тубінської сільської ради.
Село було засноване 1914 року і до 2004 року мало статус смт.
Населення — 1228 осіб (2010; 1385 в 2002).